# Obwodnica Wałcza (S10)
Obwodnica Wałcza (S10) – 17,8 kilometrowa trasa ekspresowa omijająca Wałcz i Witankowo od północy i wschodu.

## Historia drogi
15 lipca 2010 Generalna Dyrekcja Dróg Krajowych i Autostrad złożyła wniosek o utrzymanie decyzji środowiskowej dla obwodnicy Wałcza, a 21 stycznia 2011 roku powyższy wniosek uzupełniła. 30 sierpnia 2011 wojewoda zachodniopomorski udzielił pozytywnej decyzji, co umożliwiło dalsze prace przygotowawcze, aby 28 sierpnia 2014 ogłosić przetarg na budowę trasy. Przetarg wygrała firma Energepol Szczecin. Umowę na budowę drogi o wartości 430 mln zł podpisano 18 listopada 2015 roku. Umowa zakładała budowę trasy głównej wraz z wiaduktami, czterema węzłami i dwoma estakadami do końca czerwca 2018 roku. Ze względu na złe warunki atmosferyczne termin został przedłużony do końca czerwca 2019. Niestety firmie Energepol nie udało się zbudować drogi – w lipcu 2019 złożyła wniosek o upadłość, a 14 października 2019 Generalna Dyrekcja Dróg Krajowych i Autostrad zerwała umowę. Po kilku tygodniach GDDKiA ogłosiła przetarg na dokończenie trasy S10. Na początku 2020 roku umowy zostały podpisane z firmami Porr, Budimex SA oraz Pol-Dróg Czaplinek. Termin mijał w grudniu 2020. Po licznych zawirowaniach dot. daty otwarcia, 19 grudnia 2020 odbyła się uroczysta ceremonia otwarcia trasy. Uczestniczyli w niej m.in. wicewojewoda zachodniopomorski Marek Subocz, poseł Czesław Hoc, były poseł Paweł Suski, starosta wałecki Bogdan Wańkiewicz, wójtowie i burmistrzowie wszystkich gmin oraz miast w powiecie, dyrektor szczecińskiego oddziału GDDKiA Łukasz Lender, proboszcz parafii pw. Św. Mikołaja Antoni Badura oraz przedstawiciele firm budowlanych.

## Budowa drogi
Projekt trasy zakładał budowę dwujezdniowe drogi ekspresowej, o dwóch pasach ruchu, 13 wiaduktów, 14 przepustów ekologicznych, 4 węzłów, 2 mostów i 2 estakad, pierwszej (E-1) o długości 278 m, oraz drugiej (E-2) o długości 764 m. Ostatnia jest jedną z najdłuższych estakad w Polsce.